# Acacia auratiflora
Acacia auratiflora é uma espécie de leguminosa do gênero Acacia, pertencente à família Fabaceae.